# 110番
110番（ひゃくとおばん）は、電気通信番号規則により日本の警察機関への緊急通報用として定められた電気通信番号（電話番号）である。

## 概要
警察通報用電話とも称される警察機関への緊急通報用の電話番号は、1948年にGHQからの申し入れにより、国家地方警察（現在の警察庁）と逓信省（現在の総務省）が協議して、同年10月1日から始まった
。発足時には犯罪専用電話とも称された。
当初は東京都区部・大阪市・京都市・横浜市・川崎市・名古屋市・神戸市・福岡市の8都市のみでスタートした。東京は110番であったが、大阪・京都・神戸は1110番、名古屋は118番と全国統一はされておらず、1954年（昭和29年）7月1日の新警察法施行をもって110番に統一された。
1954年、自動交換式の加入電話から警察機関へ通報を行う場合の電話番号が110番に統一されたのは、以下3項目を基本に検討された結果だと言われている。
- 国民に覚えやすい番号とすること
- 誤報が少ないように番号を3桁にすること
- 黒電話のストッパーまでの距離が短い「1」を多くすること（119番と同様に誤報を防ぐためにダイヤルが一番長い「0」を設定した説もある[5]）

現代においては電気通信番号規則第11条により、警察機関への「緊急通報に関する電気通信番号」を110番と定めている。
- 電気通信番号規則 （平成9年11月17日 郵政省令第82号）  - （緊急通報）
    - 第十一条　緊急通報に関する電気通信番号は、次のとおりとする。
      - 一　警察機関への通報については、一一〇とする。
      - 二　海上保安機関への通報については、一一八とする。
      - 三　消防機関への通報については、一一九とする。

110番にちなんで1月10日は「110番の日」とされている。ちなみに通報が集中している場合など時々待たされる時があるが、待てないといってかけ直すと順番が最後になり結局遅くなるので順番まで待っていた方がよい（受理台が空き次第接続される）。日本以外では、ドイツや中華人民共和国などで、同じ110番が使われているほか、アメリカ合衆国が911番、イギリスでは消防と同じ999番である。

### 110番通報登録制度
家庭内暴力（DV）やストーカー被害などで声を出せない状況でも、事前に警察に相談して住所、氏名、電話番号、被害内容などを登録することで、110番した際に無言でも内容を把握した警察が、携帯番号の場合はGPSなどを駆使して駆け付けられるようにする制度である。

### 緊急電話番号110番以外の相談方法
電話以外でも様々な方法で、警察に連絡を取る手段が用意されている。
聴覚や言語に障害のある方や音声による通報が難しい状況などでは、110番アプリシステム、各都道府県警のメール110番・ファックス110番システム（FAX110番）
110番はあくまで緊急通報専用電話であり、緊急を要さない問合せや相談などは「警察総合相談センター」＃9110（シャープきゅういちいちまる）や、各警察署等の一般電話で受け付けている。

## 通報から警察官が到着するまでの流れ
110番に通報すると、原則として通報地点の固定電話MAエリアないしは携帯電話の基地局を管轄する警察本部の通信指令室（管轄部署は地域部もしくは生活安全部通信指令課）へと繋がる（東京都であれば桜田門の警視庁本部もしくは多摩総合庁舎の「通信指令センター」、北海道であれば北海道警察の警察本部もしくは函館・旭川・釧路・北見の各方面本部の通信指令室）。このような地域は「110番集中収容地域」と呼ばれるが、島嶼部では管轄の警察署に直接繋がる地域もある。
また県境などから携帯電話を使用した通報では、電波を受信した基地局により隣県の警察本部に繋がることもあるが、近隣の警察本部と連携を取っているので掛け直す必要はなく、警察側で電話を転送する。警察本部には1か所もしくは管内遠隔地等に複数の通信指令室が設置され、110番受理台で担当の警察官が応答する。
110番を受けた受理台は、直ちに状況を聴取するが、必要に応じ指令台でも同時に通話聴取が可能で、現場周辺を巡回中のパトカーに警察無線で「（警察本部名）から（パトカーの識別信号）へ。（事案内容）が（現場所在地）で発生。現場で通報者に会い事象を把握せよ。（現場の所轄署）へ、110番受理番号はXXX」と指令することが可能である。かつて、パトカーに位置自動報告装置（GPS応用のカーロケーターシステム）が装備されていなかった時代は、事案発生場所をアナウンスし「近い局（移動する無線局≒パトカー）どうぞ!」と呼びかけたが、現在ではカーロケーターシステムおよび、地域警察デジタル無線システム（PSWとPSD）ならびに、ポリストリプルアイにより、各局（署活系に限る）、各移動局（カーロケ搭載車両に限る）の公安車両以外のすべての局の所在をリアルタイムに把握している。
パトカーが近くにいない場合は、現場所轄の警察署へ“交番、または、地域課、交通課の警察官を現場へ向かわせよ”と指令する（JRの鉄道施設内で発生した事件、事故の場合は鉄道警察隊へ、高速道路上で（サービスエリア、パーキングエリア内等高速道路付帯施設を含む）発生した事故、事件の場合は高速道路交通警察隊へ指令を出す）。事件性や緊急性が高いと判断する場合（交通人身事故、強盗事案、発砲音が聞こえた、人が血を流して倒れている などという通報）は「受傷事故防止に配意しながら至急現場に急行せよ！」と指令し、警察車両はサイレンを吹鳴し回転灯を明滅させて緊急走行する。
これらは「受令機」（警察無線専用のポケットサイズの受信機）で全ての警察官が聴いており、近隣で起きた事態の場合は、いつでも対応出来る態勢を取る。
110番通報は、一般市民のみならず、現場に駆け付けた警察官も事態の緊急性に鑑みて行なう場合がある。これは110番通報がそのまま通信指令室への報告になるためである。
110番通報を受けてから、警察官が現場に到着するまでの時間である「レスポンスタイム」は、全国平均で8分24秒（令和4年度警察白書より）。
110番で使用する電話回線は一般公衆回線とは異なり、通報者が一方的に通話を切断しても、110番受理台側で回線を開放しない限り接続状態が維持され、110番受理台側から呼び返しが出来、電話番号冒頭に非通知設定の184を付加しても、通話の逆探知を実施している。これは、通報途中で通話が途切れても、必要な情報の聴取を可能にするためである。

## 110番受理台の機能
受理台システムに組み込まれた地図情報と、電話番号情報などの各種データベースを相互に照合（マップマッチング）することにより以下に例示する機能を有する。
- 非通知や公衆電話の電話番号を表示する。
- 固定電話の電話番号から、発信位置を特定する。
- 携帯電話のGPSや基地局情報から、通報者の発信位置を特定する[13]。
- 通報者が住居表示を認知していなくとも、近傍の道路標識や電柱番号により通報位置を特定する。
  - 公衆電話の場合、当該のボックスやスタンド番号で発信位置を特定する。
- 通報者が電話を切断しても受理台が回線を開放しなければ接続が保持され、呼び返しが可能である[13]。
- 照会センター（123）の情報とリンクし、DVや児童虐待等の被害者でないかを特定する。
- 同じ電話番号で以前にも通報したことがある場合は、過去の通報内容も指令室の画面に表示される。

## 他地域の110番受理台への緊急通報
NTTドコモの携帯電話と、NTTドコモ・ソフトバンクの衛星携帯電話の場合、他地域の110番受理台には、110-各地域番号で直接かけることができる
- 北海道警察（本部）：110-20
- 北海道警察（函館方面本部）：110-21
- 北海道警察（旭川方面本部）：110-22
- 北海道警察（釧路方面本部）：110-23
- 北海道警察（北見方面本部）：110-24
- 青森県警察：110-25
- 岩手県警察：110-26
- 宮城県警察：110-27
- 秋田県警察：110-28
- 山形県警察：110-29
- 福島県警察：110-30
- 警視庁：110-31
- 茨城県警察：110-32
- 栃木県警察：110-33
- 群馬県警察：110-34
- 埼玉県警察：110-35
- 千葉県警察：110-36
- 神奈川県警察：110-37
- 新潟県警察：110-38
- 山梨県警察：110-39
- 長野県警察：110-40
- 静岡県警察：110-41
- 富山県警察：110-42
- 石川県警察：110-43
- 福井県警察：110-44
- 岐阜県警察：110-45
- 愛知県警察：110-46
- 三重県警察：110-47
- 滋賀県警察：110-48
- 京都府警察：110-49
- 大阪府警察：110-50
- 兵庫県警察：110-51
- 奈良県警察：110-52
- 和歌山県警察：110-53
- 鳥取県警察：110-54
- 島根県警察：110-55
- 岡山県警察：110-56
- 広島県警察：110-57
- 山口県警察：110-58
- 徳島県警察：110-59
- 香川県警察：110-60
- 愛媛県警察：110-61
- 高知県警察：110-62
- 福岡県警察：110-63
- 佐賀県警察：110-64
- 長崎県警察：110-65
- 熊本県警察：110-66
- 大分県警察：110-67
- 宮崎県警察：110-68
- 鹿児島県警察：110-69
- 沖縄県警察：110-70

## 状況

### 統計
全体でみると3.5秒に1回、国民14人に1人が通報している割合である。2019年は携帯電話からの通報割合が74.0%を占め、過去最高を記録した。
また、全国上位の警察署の年間対処件数は、小規模県警察の年間受理件数を上回るという。
| 年次               | 受理件数    |
| ------------------ | ----------- |
| 2007年（平成19年） | 8,980,981件 |
| 2008年（平成20年） | 8,923,369件 |
| 2009年（平成21年） | 9,043,401件 |
| 2010年（平成22年） | 9,309,415件 |
| 2011年（平成23年） | 9,372,379件 |
| 2012年（平成24年） | 9,354,015件 |
| 2013年（平成25年） | 9,414,827件 |
| 2014年（平成26年） | 9,350,926件 |
| 2015年（平成27年） | 9,228,841件 |
| 2016年（平成28年） | 9,092,710件 |
| 2017年（平成29年） | 9,014,918件 |
| 2018年（平成30年） | 9,159,177件 |
| 2019年（令和元年） | 9,095,440件 |

出典：

### ひゃくとおばん
110番の読み方は「ひゃくとおばん」である。この読み方が世間に広まったきっかけは、日本で最初の刑事ドラマとされる連続ドラマ『ダイヤル110番』オープニングの警察官のセリフである。

### デマ
2015年8月頃に、「iPhoneで『1』を2回、『0』を1回押した後に通話ボタンを押すことで通信制限が解除される」というデマがインターネット上で流布され、それを信じた人による110番への誤通報が全国で相次いだ。広島県のTwitter公式アカウントでは注意を呼びかけている。